# Сырчаджиев, Стефан Николов
Стефан Николов Сырчаджиев (болг. Стефан Николов Сърчаджиев; 25 декабря 1912, Кюстендил, Третье Болгарское царство — 19 апреля 1965, София, НРБ) — болгарский режиссёр театра и кино, театральный педагог, профессор. Заслуженный артист НРБ (1963).

## Биография
В годы учёбы участвовал в студенческой самодеятельности. Учился в частной театральной школе Бояна Дановского.
В 1936 году окончил драматическую школу при Национальном театре в Софии. В 1938—1939 года работал режиссёром в театре «Комеди Франсез» (Париж). В 1940 году с группой молодёжи основал в Софии «Опытный театр» («Авангардный театр»), стремясь противопоставить его деятельность рутине официальной сцены, но ограничился лишь формально-новаторскими поисками. С 1941 по 1944 год, в период оккупации территорий Югославии болгарской армией, работал руководителем и режиссёром Болгарского национального театра в Скопье (Югославия). В 1945—1959 годах — режиссёр Национального театра в Софии. В 1957—1958 годах — первый директор Государственного сатирического театра.
С 1948 года — доцент, с 1952 года — профессор актёрского мастерства Высшего института театрального искусства Болгарии (ныне Национальная академия театрального и киноискусства).
Снял 6 кинофильмов.

## Избранные театральные постановки
- «Господин де Пурсоньяк» (Мольера, 1940, «Опытный театр»),
- «Буйная молодость» (Церковского, 1946),
- «Борсановы» (Кюлявкова, 1947),
- «Тревога» (Василева, 1948),
- «Разведка» (Стрелкова, 1949),
- «Обыкновенный человек» (Леонова, 1950),
- «Разлом» (Лавренёва, 1950),
- «Ромео и Джульетта» (1954, Шекспира);
- «У подножия Витоши» (Яворова, 1956),
- «Вера» (Генова, 1954),
- «Судья в ловушке» (Филдинга , 1958),
- «Над пропастью» (Вазова, 1958, все в Национальном театре);
- «Баня» (Маяковского, 1957, в Софийском театре сатиры) и др.

## Фильмография
- «Утро над родината» (1951)
- «Наша земя» (1953)
- «Хитър Петър» (1960)
- «Царска милост» (1962)
- «Легенда за Паисий» (1963)
- «13 дни» (1964)